# Campionati del mondo di ciclismo su pista - Americana femminile

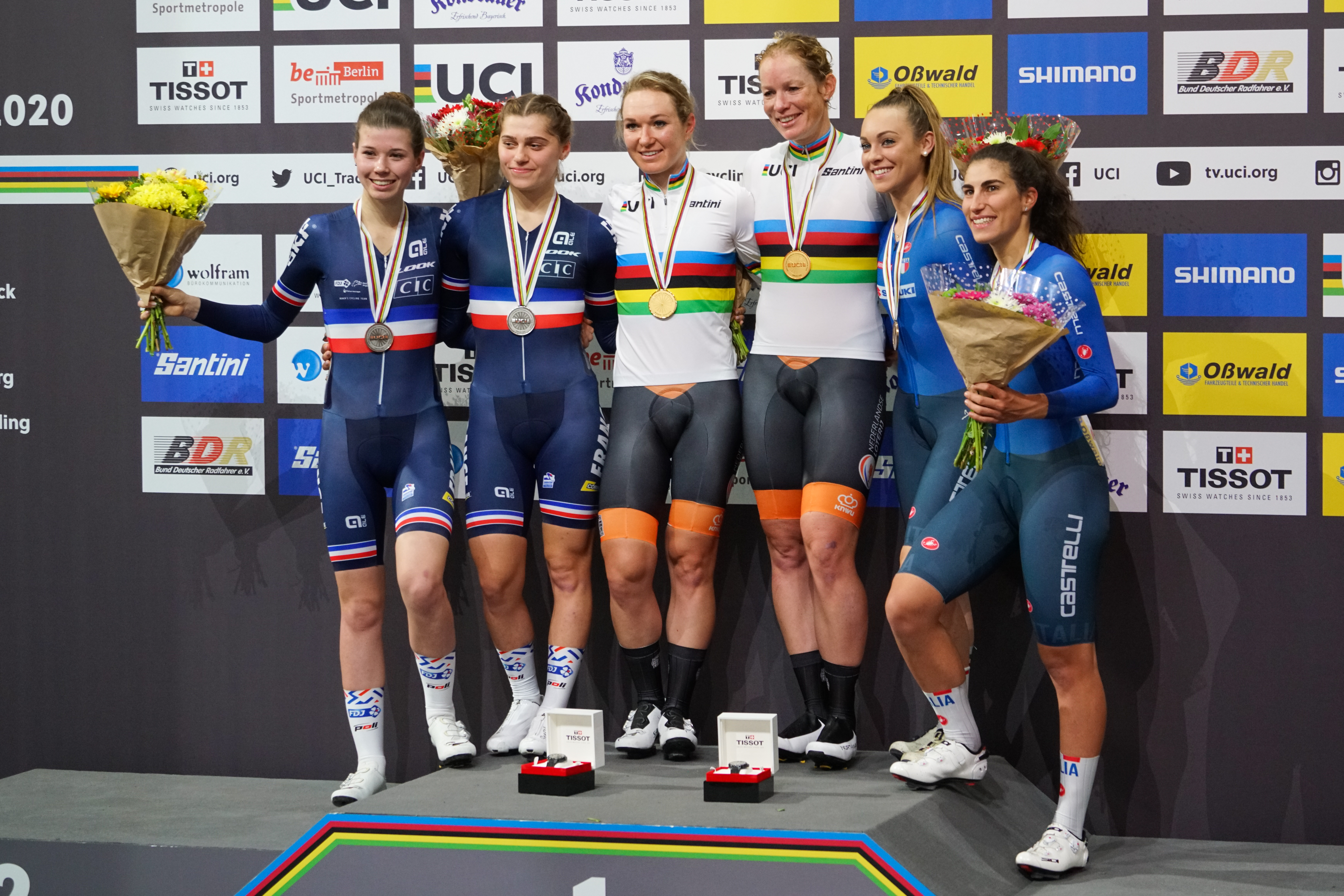
Il podio dell'edizione 2020: da sinistra, le coppie francese, olandese e italiana

L'americana femminile è una delle prove inserite nel programma dei campionati del mondo di ciclismo su pista. Si corre dall'edizione iridata del 2017.

## Albo d'oro
Aggiornato all'edizione 2024.
| Anno | Vincitrici                     | Seconde                          | Terze                                           |
| ---- | ------------------------------ | -------------------------------- | ----------------------------------------------- |
| 2017 | Jolien D'Hoore & Lotte Kopecky | Elinor Barker & Emily Nelson     | Amy Cure & Alexandra Manly                      |
| 2018 | Katie Archibald & Emily Nelson | Amy Pieters & Kirsten Wild       | Maria Giulia Confalonieri & Letizia Paternoster |
| 2019 | Amy Pieters & Kirsten Wild     | Georgia Baker & Amy Cure         | Amalie Dideriksen & Julie Leth                  |
| 2020 | Amy Pieters & Kirsten Wild     | Clara Copponi & Marie Le Net     | Letizia Paternoster & Elisa Balsamo             |
| 2021 | Amy Pieters & Kirsten Wild     | Clara Copponi & Marie Le Net     | Katie Archibald & Neah Evans                    |
| 2022 | Shari Bossuyt & Lotte Kopecky  | Clara Copponi & Valentine Fortin | Amalie Dideriksen & Julie Leth                  |
| 2023 | Neah Evans & Elinor Barker     | Georgia Baker & Alexandra Manly  | Victoire Berteau & Clara Copponi                |
| 2024 | Amalie Dideriksen & Julie Leth | Victoire Berteau & Marion Borras | Neah Evans & Katie Archibald                    |

## Medagliere
| Pos.   | Nazione       | Oro | Argento | Bronzo | Totale |
| ------ | ------------- | --- | ------- | ------ | ------ |
| 1      | Paesi Bassi   | 3   | 1       | 0      | 4      |
| 2      | Gran Bretagna | 2   | 1       | 1      | 4      |
| 3      | Belgio        | 2   | 0       | 0      | 2      |
| 4      | Danimarca     | 1   | 0       | 2      | 3      |
| 5      | Francia       | 0   | 3       | 1      | 4      |
| 6      | Australia     | 0   | 2       | 1      | 3      |
| 7      | Italia        | 0   | 0       | 2      | 2      |
| Totale | Totale        | 8   | 8       | 8      | 24     |

| Pos. | Atleta          | Oro | Argento | Bronzo | Totale |
| ---- | --------------- | --- | ------- | ------ | ------ |
| 1    | Amy Pieters     | 3   | 1       | 0      | 4      |
| 1    | Kirsten Wild    | 3   | 1       | 0      | 4      |
| 3    | Lotte Kopecky   | 2   | 0       | 0      | 2      |
| 4    | Emily Nelson    | 1   | 1       | 0      | 2      |
| 4    | Elinor Barker   | 1   | 1       | 0      | 2      |
| 6    | Katie Archibald | 1   | 0       | 2      | 3      |
| 6    | Neah Evans      | 1   | 0       | 2      | 3      |
| 8    | Shari Bossuyt   | 1   | 0       | 0      | 1      |
| 8    | Jolien D'Hoore  | 1   | 0       | 0      | 1      |
| 10   | Clara Copponi   | 0   | 3       | 1      | 4      |
| 11   | Marie Le Net    | 0   | 2       | 0      | 2      |
| 12   | Amy Cure        | 0   | 1       | 1      | 2      |